# Wimpel für Vernichtung von Schiffen durch den Küstenschutz

Abbildung des Wimpels

Abbildung des Doppelstanders

Der Wimpel für Vernichtung von Schiffen durch den Küstenschutz war eine kollektive Auszeichnung der deutschen Kriegsmarine während des Zweiten Weltkrieges, deren Stiftung am 24. September 1943 durch die Seekriegsleitung des Oberkommandos der Kriegsmarine in zwei Arten (Wimpel und Doppelstander) erfolgte. Die Verleihung war auch an Angehörige der Luftwaffe möglich, wenn diese bei der Versenkung eines Schiffes taktisch der Kriegsmarine unterstellt waren.

## Verleihungsbestimmungen und Verleihungsbefugnis
Die Verleihung eines Wimpels erfolgte für die Versenkung bzw. Vernichtung eines Handelsschiffes oder Kriegsschiffes bis zur Größe eines Zerstörers. Für die Vernichtung eines Kriegsschiffes von der Größe eines Kreuzers aufwärts, wurde der Doppelstander verliehen.
Die Verleihungsbefugnis bzw. die Überreichung des Wimpels oder des Doppelstanders erfolgte mit Verleihungsurkunden durch die
- jeweiligen Oberbefehlshaber der Küstenschutzgruppe
- jeweiligen Oberbefehlshaber eines Marineoberkommandos oder
- durch den Admiral des deutschen Marinekommandos Italien

unmittelbar nach Anerkennung der Vernichtung des Schiffes. Wimpel und Doppelstander gingen dabei nicht in das Eigentum der jeweiligen Einheit über, sondern verblieben als Reichseigentum. Wurde die ausgezeichnete Einheit nach der Verleihung eines Wimpels oder eines Doppelstanders aufgelöst, so entschied deren Oberbefehlshaber über dessen Verbleib, bei Verlegungen der Einheit verblieb er allerdings bei der Einheit. Zu setzen war der Wimpel oder der Doppelstander bei der Kampfstellung der Einheit oder bei der Unterkunft an einem Flaggenmast unter der Reichskriegsflagge bzw. an einem speziellen Wimpelmast.

## Beschreibung des Wimpels und des Doppelstanders
Der schlicht gehaltene rote Wimpel ist 300 mm lang und 180 mm hoch. Er zeigt ein rundes weißes Feld mit der Abbildung eines gelben unklar gestickten Ankers, vor dem ein schwarzes Eisernes Kreuz zu sehen ist. Der Doppelstander ist von gleicher Beschaffenheit, hat jedoch, wie bei einem Doppelstander üblich, eine schwalbenschwanzförmige Aussparung. Im Übrigen, war der Name der ausgezeichneten Einheit mit rotem Faden in das Flaggenliek einzusticken.